# Мосыр
Мосыр (укр. Мо́сир) — село в Вишневской сельской общине Ковельского района Волынской области Украины.
Код КОАТУУ — 0723382602. Население по переписи 2001 года составляет 365 человек. Почтовый индекс — 44357. Телефонный код — 3377. Занимает площадь 1,98 км².

## История
В 1906 году Мосур, село Корытницкой волости Владимир-Волынского уезда Волынской губернии Российской империи . Дворов 121, жителей 700. До 1915 года встречалось название Мусор. до 1940 — Масур.
До 2020 года входило в Любомльский район.

## Население
Согласно переписи УССР 1989 года, численность населения села составляла 418 человек, из которых 198 мужчин и 220 женщин.
По переписи населения в 2001 году в селе проживало 355 человек.